# Патиньо, Адриан
Адриан Патиньо Карпио (исп. Adrián Patiño Carpio; 19 февраля 1895, Ла-Пас, Боливия — 4 апреля 1951, Ла-Пас, Боливия) — выдающийся боливийский военный музыкант, дирижёр и композитор. Патиньо отвечал за внедрение боливийской народной музыкальной традиции в боливийской армии.

## Биография
Адриан Патиньо родился 19 февраля 1895 года в Ла-Пасе, Боливия. В 1900 году он начал начальное, а затем среднее образование в 1909 году, окончив в 1912 году школу Дона Боско. Одновременно с этим он изучал музыку в городской Национальной музыкальной консерватории. Позже он организовывал и руководил студенческими оркестровыми коллективами.
Благодаря своим признанным способностям, в 1926 году Патиньо был приглашён в оркестр 4-го пехотного полка Лоа в качестве музыкального руководителя, получив звание второго лейтенанта. Он приобрёл известность благодаря своим достижениям на конкурсах музыкальных оркестров по всей Латинской Америке, особенно на одном из мероприятий в Аргентине, где он исполнил свои собственные композиции и произведения зарубежных композиторов.
В июле того же года Патиньо руководил оркестром 3-го полка Переса, который сопровождал боливийскую делегацию, приглашённую на открытие памятника президенту Бартоломе Митре в честь столетия со дня его рождения. После окончания Чакской войны Патиньо был повышен до подполковника, получил должность генерального директора армейских музыкальных оркестров и руководил армейской музыкальной школой во Вьаче в течение 15 лет вплоть до своей смерти в 1951 году. Благодаря покровительству Патиньо школа во Вьяче достигла невиданного в стране уровня профессионализма и международного признания.
Адриан Патиньо скончался в городе Ла-Пас 4 апреля 1951 года в возрасте 56 лет.

## Наследие
Военная школа музыки армии (исп. Escuela Militar de Musica del Ejercito) была создана 20 мая 1889 года указом Верховного Совета и получила название Tcnl. Adrián Patiño в 1951 году. Он был создан в результате петиций бывших узников войны в Чако. «К’унискиуа или Снег идёт» (исп. Q'uniskiwa o Nevando Está) — марш, который был составлен в честь него. Его музыкальные постановки, созданные во время службы в армии, и по сей день используются на гражданских и военных парадах. Наиболее известные из них — Президентский марш (исп. Marcha Presidencial) и Гимн полиции (исп. Himno del Policía).

## Произведения
Репертуар Пасеньо включает в себя широкий перечень стилей:

### Военные марши
- Вперёд, Кольясую (исп. Adelante Collasuyu)
- Единство творит силу (исп. La unión hace la fuerza)
- Марш Сальеса (исп. Marcha Zalles)
- Перуанско-Боливийское братство (исп. Confraternidad Perú-Boliviana)
- Филармония 1 мая (исп. Filarmónica 1.º de Mayo)
- Патриотизм рабочего, Копакабана (исп. El patriotismo del obrero, Copacabana)
- Славный Кларин дель Чако (исп. Glorioso Clarín del Chaco)
- Президентский марш (исп. Marcha Presidencial)
- Призванный Лоа (исп. Denodado Loa)
- Полк Переса (исп. Regimiento Pérez)
- Одинокая звезда (исп. Estrella Solitaria)
- Почетный караул (исп. Guardia de Honor)
- Генерал Карлос Кинтанилья Кирога (исп. General Carlos Quintanilla Quiroga)
- Лавры (исп. Laureles)
- Лавры и золотые звезды (исп. Laureles y estrellas de oro)
- На огромном спортивном поле (исп. Por el vasto campo del Sport)
- Честь и верность (исп. Honor y lealtad)
- Сержант Техерина (исп. Sargento Tejerina)
- Здоровый и сильный или Гимн боливийскому спортсмену (исп. Sanos y Fuertes o Himno al deportista boliviano)[10]
- Сержанты (исп. Los Sargentos)
- Воспоминания о Боливии (исп. Recuerdos de Bolivia)
- Бени (исп. Beni)
- Студенческий союз (исп. Unión Estudiantil)
- Боливийский призывник (исп. Conscripto Boliviano)
- Трехцветный флаг (исп. Bandera Tricolor)
- Атлет (исп. El Atleta)

### Похоронные марши
- Мать слушай мою молитву (исп. Madre escucha mi plegaria)
- Мир, слава и память (исп. Paz, gloria y recuerdo)
- Моё сердце плачет о твоём уходе (исп. Llora mi corazón tu partida)

### Гимны
- Гимн военного училища сухопутных войск (исп. Himno del Colegio Militar del Ejército)
- Гимн боливийского спортсмена (исп. Himno al Deportista Boliviano)
- Гимн Красного Креста (исп. Himno a la Cruz Roja)
- Военно-хоровой марш (исп. Marcha Coral Pre-Militar)
- Гимн кавалерийского оружия (исп. Himno al Arma de Caballería)
- Гимн Боливийской социалистической фаланги (исп. Himno de la Falange socialista Boliviana)
- Гимн полиции (исп. Himno del Policía)
- Гимн Клуба The Strongest (исп. Himno del Club The Strongest)[10]
- Гимн школы Лурдес (исп. Himno del Colegio Lourdes)

### Фокстроты
- Золотое сердце (исп. Corazón de Oro)
- Обожаемая Эленита (исп. Adorada Eleníta)
- Кантумаркенита (исп. Cantumarqueñita)
- Лурпила (исп. Lurpila)
- Ирпавеньита (исп. Irpaveñita)
- Ирпастай (исп. Irpastay)
- Ла-Уэрта (исп. La Huerta)
- Проснись, милая (исп. Despierta amorcito)
- Моя маленькая пастушка (исп. Mi pastorcita)
- Дорогой (исп. Cariñito)
- К’унискиуа или Снег идёт (исп. Q'uniskiwa o Nevando Está)
- Андский рассвет (исп. Alborada Andina)